# Lycianthes pustulata
Lycianthes pustulata är en potatisväxtart som först beskrevs av Symon, och fick sitt nu gällande namn av Anthony R. Bean. Lycianthes pustulata ingår i Himmelsögonsläktet som ingår i familjen potatisväxter. Inga underarter finns listade i Catalogue of Life.